# Salatut elämät
Salatut elämät (ibland på svenska Dolda liv) är en finländsk såpopera som produceras av Fremantle Finland och sänds vardagar i tv-kanalen MTV3 klockan 19.30. Serien är finskspråkig och varje avsnitt är cirka 20 minuter långt. 
Salatut elämät är en av Finlands populäraste tv-serier och var den första såpoperan som producerades i Finland.[källa behövs] Det första avsnittet sändes den 25 januari 1999 och efter det har nu gjorts över 4 700 avsnitt. I genomsnitt har serien 800 000 tittare per avsnitt. Seriens tittarrekord sattes den 26 februari 2001 med 1 360 000. 
I serien följs människor som bor i samma höghus på Pihlajakatu i Helsingfors. Serien har behandlat ämnen som abort, substansmissbruk, alkoholism, homosexualitet, incest, spelberoende, våld i nära relationer, cancer, ätstörningar, skolmobbning, narcissistisk personlighetsstörning och rasism. Därigenom har serien väckt mycket debatt.
Enligt Helsingin Sanomat är serien beräknad att fortsätta fram till år 2023.

## Karaktärer

### Huvudroller
| Skådespelare      | Roll                   | Årtal                                                    |
| ----------------- | ---------------------- | -------------------------------------------------------- |
| Esko Kovero       | Ismo Laitela           | 1999–                                                    |
| Pete Lattu        | Kalle Laitela          | 1999–2001, 2002, 2012–                                   |
| Sami Uotila       | Aki Nikkinen           | 1999–2002, 2014–                                         |
| Tommi Taurula     | Kari Taalasmaa (#1)    | 1999, 2001–2004, 2005, 2007–2010, 2014, 2015–2018, 2019– |
| Teemu Lehtilä     | Aaro Vaalanne          | 2004–2006, 2007, 2009, 2012, 2015, 2017–                 |
| Markku Pulli      | Joonatan Sievinen      | 2007–2010, 2011–2015, 2021–                              |
| Sampsa Tuomala    | Sampo Kaukovaara       | 2008–2010, 2020–                                         |
| Timo Jurkka       | Lasse Sievinen         | 2004–2012, 2013–2015, 2019–                              |
| Mikko Parikka     | Jiri Viitamäki         | 2010–2020, 2024–                                         |
| Maarit Poussa     | Jutta Korhonen         | 2014, 2016, 2017–                                        |
| Tiia Elg          | Eva Tamminen           | 2014–2019, 2020–2021, 2022–                              |
| Emma Nopanen      | Nella Tamminen         | 2014–                                                    |
| Monika Lindeman   | Linda Eerikäinen       | 2015–2018, 2019–2021, 2022–                              |
| Inkeri Mertanen   | Dahlia Mustavaara      | 2016–2020, 2021, 2022–                                   |
| Roope Puhakka     | Severi Sievinen (#3)   | 2009–2015, 2015–2021, 2025–                              |
| Oona Kare         | Marianna Kurki         | 2013–2017, 2023–                                         |
| Raimo Grönberg    | Gunnar Mustavaara (#2) | 2017–2024, 2025–                                         |
| Jarkko Miettinen  | Noel Axelsson          | 2018–                                                    |
| Elmeri Ylä-Rautio | Matias Kajander        | 2020–                                                    |
| Sofia Lehtinen    | Laila Kajander         | 2020–                                                    |
| Tuure Taskinen    | Henrik Ekholm          | 2021–                                                    |
| Axel Milliam      | Kristian Harju         | 2021–                                                    |
| Lenita Susi       | Daniela Axelsson       | 2021–                                                    |
| Johanna Anttila   | Joanna Lumijoki        | 2021–2024, 2025–                                         |
| Sami Sowe         | Olli Oksa              | 2023–                                                    |
| Aida Fanfani      | Erika Ekholm           | 2023–                                                    |
| Akseli Sarvilinna | Vertti Seppänen        | 2024–                                                    |
| Elina Niskanen    | Anniina Aalto          | 2024–                                                    |

### Före detta karaktärer
| Skådespelare                     | Roll                             | Årtal                                                  |
| -------------------------------- | -------------------------------- | ------------------------------------------------------ |
| Andrei Sandberg                  | Markus Ekholm                    | 1999–2002                                              |
| Hannele Kainulainen              | Eeva Harakka                     | 1999                                                   |
| Jonna Keskinen                   | Silja Hickley                    | 1999–2000, 2001, 2002                                  |
| Kari Kinnaslampi                 | Oiva Jalonen                     | 1999                                                   |
| Kirsti Väänänen                  | Pamela Johansson                 | 1999                                                   |
| Mikko Leskelä                    | Harri Järvi                      | 1999                                                   |
| Piitu Uski                       | Laura Kiviranta                  | 1999–2008, 2012                                        |
| Mia Penttilä                     | Kristiina                        | 1999                                                   |
| Venla Saartamo                   | Miia Laitela                     | 1999–2002                                              |
| Rinna Paatso                     | Minde Messenius                  | 1999                                                   |
| Veera Tiainen                    | Niina                            | 1999                                                   |
| Miska Toiviainen                 | Mika Paju                        | 1999–2000                                              |
| Kari Mattila                     | Tapani Paju                      | 1999–2003                                              |
| Kristoffer Möller                | Juha Palen                       | 1999, 2001                                             |
| Petri Manninen                   | Pasi Ruotsalainen                | 1999                                                   |
| Aune Lind                        | Riitta Ruukki                    | 1999                                                   |
| Svante Korkiakoski               | Taisto Ruukki                    | 1999–2001                                              |
| Tuomas Kytömäki                  | Aleksi Salin                     | 1999–2004, 2008, 2014                                  |
| Tarja Omenainen                  | Hanna Salin                      | 1999–2003                                              |
| Jouko Keskinen                   | Jukka Salin                      | 1999–2004                                              |
| Jaana Saarinen                   | Maarit Salin                     | 1999, 2000–2004, 2007–2008, 2015                       |
| Jasper Pääkkönen                 | Saku Salin                       | 1999–2002                                              |
| Heikki Lund                      | Voitto Sutela                    | 1999                                                   |
| Sanna Luostarinen                | Elina Taalasmaa                  | 1999–2008                                              |
| Jarmo Koski                      | Seppo Taalasmaa                  | 1999–2013, 2017                                        |
| Terno Zitron                     | Atte Tenola                      | 1999–2000                                              |
| Jussi Puhakka                    | Tommi Tiihonen                   | 1999                                                   |
| Anu Palevaara                    | Jenni Vainio                     | 1999–2001, 2002–2011, 2012–2013                        |
| Anu Koskinen                     | Katja Vainio                     | 1999–2003, 2004, 2011, 2013                            |
| Joni Leponiemi                   | Petri Veijalainen                | 1999, 2002, 2003                                       |
| Kristo Salminen                  | Toni Veijalainen                 | 1999–2000, 2003, 2004                                  |
| Jean-Paul Kaijanen               | Martti Viljanen                  | 1999, 2000                                             |
| Mari Liisa Pajalahti             | Virpi Hurme                      | 1999–2000                                              |
| Juho Milonoff                    | Jaska Aarnio                     | 2000                                                   |
| Anssi Hakanen                    | Atso                             | 2000                                                   |
| Tero Autero                      | Niko Bergman                     | 2000                                                   |
| Matti Ristinen                   | Valtteri Elovirta (#1)           | 2000                                                   |
| Ismo Kallio                      | Eerik Ekholm                     | 2000–2001                                              |
| Hermanni Rask                    | Kai Jaakola                      | 2000                                                   |
| Esa-Matti Pölhö                  | Toivo Karhu                      | 2000                                                   |
| Helena Notkonen                  | Eila Kiviranta                   | 2000, 2003, 2004                                       |
| Juhani Kauranen                  | Sauli Kiviranta (#1)             | 2000–2001                                              |
| Karoliina Kudjoi                 | Rauni Koivukuja                  | 2000–2001                                              |
| Minna Päkkilä                    | Krista Koivula                   | 2000                                                   |
| Satu Linnapuomi                  | Kukka-Maaria Kujala              | 2000, 2016                                             |
| Vesa Hämes                       | Pekka Lehtinen                   | 2000–2001                                              |
| Mae Navarro                      | Chiqi Li                         | 2000–2001                                              |
| Helmi Seppälä                    | Nooalaistyttö Vuokko             | 2000                                                   |
| Hanna Koistinen                  | Outi                             | 2000                                                   |
| Sami Lanki                       | Pertti "Vemmu" Pihlaja           | 2000                                                   |
| Irina Pulkka                     | Sonja Routa                      | 2000                                                   |
| Alexandra och Patricia von Sybel | Sofia Salin (#1)                 | 2000–2004                                              |
| Marjorita Huldén                 | Birgitta Vainio                  | 2000                                                   |
| Veikko Honkanen                  | Iiro Vainio                      | 2000                                                   |
| Inga Sulin                       | Karin Ekholm                     | 2001–2002                                              |
| Saija-Reetta Puopolo             | Inka Haapala                     | 2001–2004                                              |
| Teijo Eloranta                   | Esko Heikkilä                    | 2001                                                   |
| Jussi Ollila                     | Rami Hirvonen                    | 2001                                                   |
| Seppo Pääkkönen                  | Jarkko Juonala                   | 2001                                                   |
| Miia Nuutila                     | Anna Järvinen                    | 2001                                                   |
| Sanna Sepponen                   | Roosa Kemppainen                 | 2001–2004                                              |
| Henna Tanskanen                  | Aamu Korhonen                    | 2001–2004                                              |
| Mika Kurvinen                    | Teemu Korhonen                   | 2001–2004                                              |
| Miska Kajanus                    | Keijo "Keke" Naukkarinen         | 2001–2002                                              |
| Susanna Indrén                   | Jaana Nieminen                   | 2001–2004                                              |
| Aleksi Sariola                   | Ken Ojala                        | 2001–2005                                              |
| Vera Kiiskinen                   | Petra Rinne                      | 2001                                                   |
| Antero Vartia                    | Kuisma Savolainen                | 2001                                                   |
| Tuomas Reunanen                  | Ami Vainio                       | 2001–2008                                              |
| Susa Saukko                      | Sinna Jokinen                    | 2002–2003                                              |
| Petri Rajala                     | Henrik Lammi                     | 2002–2003                                              |
| Samuli Nordberg                  | Daniel Ojala                     | 2002–2004, 2005                                        |
| Jani Karvinen                    | Ville Paananen                   | 2002–2003                                              |
| Kai Vaine                        | Ilari Pesonen                    | 2002–2003                                              |
| Sinikka Sokka                    | Marja Pihlaja                    | 2002                                                   |
| Okko Salminen                    | Niko Vainio (#1)                 | 2002–2004                                              |
| Jerry Mikkelinen                 | K-P Virtanen                     | 2002                                                   |
| Markku Nieminen                  | Veli Haapala                     | 2003                                                   |
| Jussi Johnsson                   | Simo Heikinjuntti                | 2003–2004                                              |
| Linnea Lindström                 | Oona Kiviranta (#1)              | 2003–2004                                              |
| Anni Weppling                    | Oona Kiviranta (#2)              | 2003–2004                                              |
| Eero Tommila                     | Sauli Kiviranta (#2)             | 2003–2005                                              |
| Joona Mielonen                   | Kasper Koponen                   | 2003–2006                                              |
| Katja Salminen                   | Jutta Ojala                      | 2003–2005                                              |
| Aapo Vilhunen                    | Jaakko Ruohojärvi                | 2003–2004                                              |
| Soila Komi                       | Sirkka-Liisa Ruohojärvi          | 2003–2004                                              |
| Jutta Lehtinen                   | Katri Sievinen                   | 2003–2007, 2008, 2009, 2012, 2014                      |
| Sami Saikkonen                   | Jasu Taavitsainen                | 2003                                                   |
| Antero Nieminen                  | Raivo Vihkama                    | 2003                                                   |
| Janne Vakio                      | Riku Jääskeläinen                | 2004–2006                                              |
| Wilhelmiina Seppä                | Oona Kiviranta (#3)              | 2004–2006                                              |
| Sami Sarjula                     | Ossi Puolakka                    | 2004–2013                                              |
| Jukka-Pekka Palo                 | Heikki Ratila                    | 2004–2005                                              |
| Emmi Parviainen                  | Annika Sievinen                  | 2004–2007                                              |
| Sannamaija Pekkarinen            | Heli Sievinen                    | 2004–2007, 2009–2011, 2012, 2014, 2015                 |
| Martti Roisko                    | Reima Syvärinen                  | 2004                                                   |
| Jatta Ansamaa                    | Susanna Tapanainen               | 2004                                                   |
| Risto Törhönen                   | Niko Vainio (#2)                 | 2004–2007                                              |
| Petri Liski                      | Juha Viljanen                    | 2004, 2005                                             |
| Sanna-June Hyde                  | Teresa Ala-Uotila                | 2005–2006                                              |
| Petra Frey                       | Irma Halonen                     | 2005–2006                                              |
| Julius Pillai                    | Taneli Halonen                   | 2005–2006                                              |
| Johanna Raunio                   | Tanja Jääskeläinen               | 2005–2009                                              |
| Paavo Liski                      | Yrjö Merilä                      | 2005–2006                                              |
| Nina Jääskeläinen                | Pipsa Tiilikainen                | 2005–2006                                              |
| Heidi Krohn                      | Selma Viljanen                   | 2005                                                   |
| Kasperi Nordman                  | Antero Voima                     | 2005–2007                                              |
| Hertta Yrjänä                    | Maija Aro                        | 2006–2008                                              |
| Constantinos Mavromichalis       | Romeo Aro                        | 2006–2008                                              |
| Anu Sinisalo                     | Anna-Maija Halonen               | 2006                                                   |
| Heli Perttula                    | Päivi Helenius                   | 2006, 2017                                             |
| Saila Laakkonen                  | Emma Ilola                       | 2006–2007                                              |
| Kai Hyttinen                     | Antti Jääskeläinen               | 2006                                                   |
| Rabbe Smedlund                   | Vesa Koskela                     | 2006                                                   |
| Hanna Kinnunen                   | Salla Laitela                    | 2006–2010                                              |
| Teemu Palosaari                  | Pete Niiranen                    | 2006–2007                                              |
| Tommi Saarinen                   | Sami Pajola                      | 2006–2008                                              |
| Marjo Lahti                      | Minna Salonen                    | 2006–2007                                              |
| Ville Seivo                      | Tuomo Tervajoki                  | 2006–2008, 2011                                        |
| Anna Korolainen                  | Amanda                           | 2007–2008                                              |
| Sami Ristiniemi                  | Rafael Aro                       | 2007–2008                                              |
| Oona Louhivaara                  | Juulia Autio                     | 2007–2009                                              |
| Olga Temonen                     | Noora Autio                      | 2007–2008, 2009–2010, 2017                             |
| Anni Jaatinen                    | Jasmin                           | 2007–2008                                              |
| Sara Lohiniva                    | Oona Kiviranta (#4)              | 2007–2010                                              |
| Lasse Karkjärvi                  | Alpo Lassila                     | 2007–2008                                              |
| Kirsti Kaarakainen               | Anneli Mansikka                  | 2007–2008                                              |
| Tuija Piepponen                  | Mirja Mattila                    | 2007–2009                                              |
| Matti Airas                      | Vesa Nokela                      | 2007                                                   |
| Marko Reinola                    | Jarkko Peltonen                  | 2007–2009, 2010                                        |
| Leena Rapola                     | Saini Perälä                     | 2007–2008                                              |
| Miro Tuomi                       | Rasmus                           | 2007–2008                                              |
| Minna Turunen                    | Taru Saaristo                    | 2007                                                   |
| Tiia Ilmanen                     | Sofia Salin (#2)                 | 2007–2008                                              |
| Väinö Ahonen                     | Onni Taalasmaa (#1)              | 2007–2008                                              |
| Juha Karhu                       | Niko Vainio (#3)                 | 2007–2008                                              |
| Teemu Lehtilä                    | Eero Vanala                      | 2007–2009                                              |
| Heidi Herala                     | Raija Autio                      | 2008–2009                                              |
| Kirsi Ståhlberg                  | Isabella Holm/Pirjo Luokkanen    | 2008–2014                                              |
| Patrik Borodavkin                | Miro Holm                        | 2008–2010                                              |
| Petri Ahonen                     | Ari-Pekka Isola                  | 2008                                                   |
| Saija Palin                      | Niina Kanerva                    | 2008–2009                                              |
| Janna Ilmanen                    | Aino Kaukovaara                  | 2008–2010                                              |
| Mira Kivilä                      | Iiris Kaukovaara                 | 2008–2010                                              |
| Villem Puntonen                  | Otto Kaukovaara                  | 2008–2010                                              |
| Aarni Kivinen                    | Panu Kaukovaara                  | 2008–2010                                              |
| Anneli Ranta                     | Helena Kuula-Nikkinen            | 2008–2015                                              |
| Tero Tiittanen                   | Sergei Kuula                     | 2008, 2011, 2012–2017                                  |
| Pinja Flink                      | Milla Muurinen                   | 2008                                                   |
| Sara Parikka                     | Peppi Puolakka                   | 2008–2014, 2015–2016                                   |
| Mirva Kuivalainen                | Veera Puolakka                   | 2008–2009, 2011, 2013, 2014                            |
| Tomi Salmela                     | Kristo Päivinen                  | 2008                                                   |
| Sirpa Teppola                    | Tuuli Rantala                    | 2008                                                   |
| Miia Maaranen                    | Ilona Salo                       | 2008                                                   |
| Jarmo Mäkinen                    | Leo Sievinen                     | 2008                                                   |
| Venla Savikuja                   | Heidi Aaltonen                   | 2009–2015                                              |
| Antti Launonen                   | Tuukka Aaltonen                  | 2009–2010                                              |
| Lucas Ahokas                     | Benjamin Taalasmaa (#1)          | 2009–2010                                              |
| Pasi Raunio                      | Timo Autio                       | 2009                                                   |
| Aku Laitinen                     | Heiskanen                        | 2009, 2010, 2013                                       |
| Aarre Karén                      | Olavi Kanerva/Igor Kuula         | 2009, 2012                                             |
| Ossi Ahlapuro                    | Markku Mattila                   | 2009                                                   |
| Henna Hyttinen                   | Anna Mutanen                     | 2009                                                   |
| Jasmin Hamid                     | Katariina Mäkelä (#1)            | 2009–2014                                              |
| Juha-Pekka Mikkola               | Miika Mäkelä                     | 2009–2011                                              |
| Emil Söderström                  | Konsta Nurmi                     | 2009                                                   |
| Tung Bui                         | Noa Okada                        | 2009–2010                                              |
| Saija Lentonen                   | Sara Polvijärvi                  | 2009                                                   |
| Mia Ehrnrooth                    | Ritva "Cindy" Rintala            | 2009–2014, 2016                                        |
| Jussi Wahlgren                   | Juhani Routaketo                 | 2009–2011                                              |
| Paula Siimes                     | Riitta Sievinen                  | 2009                                                   |
| Mira Taussi                      | Satu Sievinen                    | 2009                                                   |
| Henri Halkola                    | Kari Taalasmaa (#2)              | 2009                                                   |
| Daniel Westerholm                | Tero                             | 2009                                                   |
| Lari Laurikkala                  | Niko Vainio (#4)                 | 2009–2011, 2014                                        |
| Jarkko Nyman                     | Sebastian Vuorela (#2)           | 2009–2010, 2011–2017                                   |
| Markku Toikka                    | Asko Erkkilä                     | 2010                                                   |
| Satu Paavola                     | Minttu Erkkilä                   | 2010                                                   |
| Sue Willberg                     | Sonya Fadiga                     | 2010                                                   |
| Olli Riipinen                    | Kuronen                          | 2010, 2011, 2012                                       |
| Jussi Salminen                   | Kimmo Kylmälä                    | 2010                                                   |
| Janne Turkki                     | Esa Leivo                        | 2010                                                   |
| Tiia Louste                      | Leea Leivo                       | 2010                                                   |
| Hannu Abonce                     | Tobias Nylund                    | 2010–2011                                              |
| Timo-Pekka Luoma                 | Antti Polvijärvi                 | 2010–2012                                              |
| Susanna Mikkonen                 | Liisa Salo                       | 2010–2014, 2017                                        |
| Jasmine Nystén                   | Venla Salo                       | 2010                                                   |
| Saara Pakkasvirta                | Elsa Toivio                      | 2010                                                   |
| Johanna Tuomi                    | Armi Viitamäki                   | 2010–2011                                              |
| Niilo Heinonen                   | Elias Vikstedt (#1)              | 2010                                                   |
| Ella Pyhältö                     | Meri Vikstedt                    | 2010, 2011, 2016                                       |
| Santtu Hänninen                  | Alexander Holm                   | 2011                                                   |
| Satu Pikkusaari                  | Siru Honkanen                    | 2011                                                   |
| Outi Condit                      | Kiia Hyvönen                     | 2011                                                   |
| Hannele Lauri                    | Korppi                           | 2011                                                   |
| Rosa Rusanen                     | Iida Mustonen (#1)               | 2011–2016                                              |
| Salli Suvalo                     | Maria Mustonen                   | 2011–2012                                              |
| Rufus Rusanen                    | Severi Sievinen (#2)             | 2011–2016                                              |
| Eeva Vauhkonen                   | Liisa Toivio                     | 2011                                                   |
| Silja Rantala                    | Vanessa Turunen                  | 2011, 2012, 2013, 2014                                 |
| Riitta Elstelä                   | Anni Vatanen                     | 2011–2012                                              |
| Petteri Paavola                  | Elias Vikstedt (#2)              | 2011–2016, 2017                                        |
| Olivia Paldanius                 | Oliver Vuorela (#1)              | 2011–2013                                              |
| Ronny Roslöf                     | Lari Väänänen                    | 2011, 2012–2017                                        |
| Rami Rusinen                     | Valtteri Elovirta (#2)           | 2012, 2013                                             |
| Henri Kaisla                     | Roni Jalava                      | 2012–2013                                              |
| Tony Honkanen                    | Ville Kurtti                     | 2012                                                   |
| Kari Hakala                      | Johannes Rintala                 | 2012                                                   |
| Hellevi Härkönen                 | Martta Rintala                   | 2012, 2013                                             |
| Pauliina Jokinen                 | Matleena Rintala                 | 2012–2013                                              |
| Juha Veijonen                    | Mikael Salo                      | 2012                                                   |
| Pedro Ramsey                     | David                            | 2013, 2014                                             |
| Sirja Minkkinen                  | Kaisla                           | 2013–2014                                              |
| Perttu Hangaslahti               | Mikko Kannas                     | 2013, 2014                                             |
| Juska Reiman                     | Miska Koistinen                  | 2013–2015                                              |
| Victor Kalmari                   | Kim Kosonen                      | 2013                                                   |
| Saara Kytö                       | Taiga Kuula (#1)                 | 2013–2014                                              |
| Anne Nielsen                     | Anita Pajuniemi                  | 2013, 2017                                             |
| Maria Nieminen                   | Kristiina Pohjonen/Liisa Laitela | 2013–2016                                              |
| Antti Kankainen                  | Lauri Pyhämaa                    | 2013                                                   |
| Oliver Lehto                     | Oliver Vuorela (#2)              | 2013–2017                                              |
| Ari-Matti Hedman                 | Ilkka Väänänen                   | 2013                                                   |
| Petteri Avilia                   | Luka                             | 2014                                                   |
| Jenni Banerjee                   | Katariina Mäkelä (#2)            | 2014                                                   |
| Sami Haavisto                    | Rampe                            | 2014                                                   |
| Joni Saarela                     | Rönkkö                           | 2014                                                   |
| Juho Lehto                       | Pekka Toroppa                    | 2014                                                   |
| Janne Saarinen                   | Anton Helenius                   | 2015–2017                                              |
| Annalisa Tyrväinen               | Viola Helenius (#1)              | 2015, 2016                                             |
| Miia Räikkönen                   | Raakel Kurki                     | 2015, 2016, 2017                                       |
| Daniela Hoffström                | Taiga Kuula (#2)                 | 2015, 2016                                             |
| Elsa Pankkonen                   | Moilanen                         | 2015, 2016                                             |
| Mikael Kokko                     | Heikki Pohjonen                  | 2015                                                   |
| Saara Widbom                     | Dr. Romppainen                   | 2015, 2016, 2017                                       |
| Martina Aitolehti                | Seireeni                         | 2015, 2016                                             |
| Venla Saartamo                   | Kirsi Huovinen                   | 2016                                                   |
| Antti Seppä                      | Gunnar Mustavaara (#1)           | 2016–2017                                              |
| Pinja Kanon                      | Iida Mustonen (#2)               | 2016, 2017                                             |
| Hemmo Karja                      | Janne Haukkala                   | 2011–2019, 2020                                        |
| Johanna Puhakka                  | Alissa Nikkinen                  | 2015–2019                                              |
| Kerttu Rissanen                  | Sanni Taalasmaa                  | 2014–2020                                              |
| Ruupertti Arponen                | Ilja Taalasmaa                   | 2015–2020                                              |
| Eva Adamson                      | Tiina Järvinen                   | 2017–2018, 2020                                        |
| Irina Vartia                     | Monica Mustavaara                | 2014–2018, 2019, 2020–2021                             |
| Emil Hallberg                    | Onni "Tale" Taalasmaa (#2)       | 2011–2018, 2019–2020, 2021                             |
| Johanna Nurmimaa                 | Paula Sievinen                   | 2004–2012, 2013–2014, 2018–2019, 2022                  |
| Nora Rinne                       | Camilla Mustavaara               | 2001–2004, 2014, 2015, 2016–2020, 2021, 2022           |
| Aaron Bojang                     | Benjamin Taalasmaa (#2)          | 2017–2021, 2022–2023                                   |
| Maija-Liisa Peuhu                | Ulla Taalasmaa                   | 1999–2007, 2010, 2013–2014, 2014-2020, 2021, 2022–2024 |
| Vivi Wahlström                   | Viola Angervuo (#2)              | 2015–2024                                              |